# Luigi Ziroli
Luigi Ziroli (Roma, 27 settembre 1903 – Roma, 6 luglio 1968) è stato un calciatore italiano, di ruolo ala o terzino.

## Biografia
Durante la guerra civile spagnola fu legionario nell'artiglieria, tornandovi multilato alle mani.

## Caratteristiche tecniche
Inizialmente schierato all'ala sinistra, arretra progressivamente il proprio raggio d'azione fino a ricoprire, durante la militanza nel Palermo, il ruolo di terzino.

## Carriera
Proveniente dall'Alba Roma, a seguito della fusione di questa con Fortitudo Roma e Roman del 1927 ha fatto parte della rosa della Roma della stagione 1927-1928. Il 25 settembre 1927, in Roma-Livorno (2-0), ha segnato la prima rete in campionato (nonché la prima rete ufficiale in assoluto) della storia del club giallorosso.
Si trasferì quindi al Venezia, per poi tornare nel 1929 nella capitale, per indossare la maglia della Lazio, con cui avrebbe disputato i primi due campionati di Serie A a girone unico. Nella stagione 1929-1930, con 11 reti all'attivo, risultò il miglior marcatore dei biancocelesti, contribuendo così alla salvezza.
Nel 1931 si trasferì al Palermo, in Serie B, dove conquistò immediatamente la promozione in massima serie, ed in cui sarebbe restato per nove stagioni (quattro in Serie A e 5 in Serie B) fino al 1940.
Tornò infine a Roma per chiudere la carriera nella MATER.
In carriera ha totalizzato complessivamente 170 presenze e 16 reti nella Serie A a girone unico nonché 83 presenze e 6 reti in Serie B.

## Palmarès
- Coppa CONI: 1

Roma: 1928
- Campionato italiano di Serie B: 1

Palermo: 1931-1932